# Epichnopterix
Epichnopterix is een geslacht van vlinders van de familie van de zakjesdragers (Psychidae).

## Soorten
- E. alpina (Heylaerts, 1900)
- E. ardua (Mann, 1867)
- E. crimaeana Kozhantshikov, 1956
- E. focegiovensis Bertaccini & Hausmann, 2019
- E. hellenidensis Weidlich, 2013
- E. kovacsi Sieder, 1955
- E. montana Heylaerts, 1900
- E. moskvensis Solyanikov, 2001
- E. plumella (Denis & Schiffermüller, 1775) – Graszakdrager
- E. sieboldi (Reutti, 1853)
- E. transvalica (Hampson, 1910)